# Horacy (poeta)
Horacy (łac. Horatius), właściwie Kwintus Horacjusz Flakkus (łac. Quintus Horatius Flaccus) (ur. 8 grudnia 65 p.n.e. w Wenuzji, zm. 27 listopada 8 p.n.e.) – poeta rzymski, często określany mianem największego łacińskiego liryka i mistrza satyry.
W czasach panowania Augusta, w których żył i tworzył, sławą przewyższał go jedynie Wergiliusz. Napisał 162 utwory poetyckie, liczące łącznie 7816 wersów, zebrane w czterech zbiorach – Epodach, Satyrach, Odach i Listach. Wszystko, co wyszło spod jego pióra, uważane było przez wieki za doskonałe zarówno w swym kształcie poetyckim, jak i w przebogatej treści – od błahych motywów poezji biesiadnej lub erotycznej, aż do poważnych problemów filozoficznych, moralnych, politycznych, retorycznych. Te ostatnie znalazły wyraz zwłaszcza w Sztuce poetyckiej – pierwszym łacińskim podręczniku teorii literatury.
Był wielbicielem piękna świata i uroków życia. Głosił chwałę rzymskich cnót, chociaż przeszedł skomplikowaną drogę życiową. Pochodził z nizin społecznych południowej Italii, był synem wyzwoleńca. W młodości walczył w obronie republiki, przeciwko Oktawianowi, jako oficer w armii zabójcy Cezara, Marka Brutusa. W wieku dojrzałym zaczął wspierać pryncypat Augusta i cesarski program reform oraz odnowienia imperium.
Jego utwory charakteryzowały się refleksją moralną rozbudowaną w stopniu wcześniej niespotykanym. Dzieła Horacego zawierały rozważania o nieuchronności śmierci, o wartości pełnego umiaru, rozumnego życia. Swoim uczuciom i chwilowym nastrojom nadawał formę uniwersalną, która przemawiała przez wieki i stała się jednym z fundamentów europejskiej tradycji literackiej. Uważany jest za jedną z najważniejszych postaci w dziejach światowej poezji. W drugiej połowie I wieku Marek Waleriusz Probus dokonał pierwszego w dziejach krytycznego wydania pełnej twórczości jednego autora – Horacego. Wydanie to było używane w okresie Cesarstwa Rzymskiego, średniowieczu, renesansie i jest wciąż wznawiane współcześnie. Zachowało się w ponad dwustu pięćdziesięciu rękopisach, z których najstarsze spisane zostały w VIII i IX wieku.

## Życiorys
O życiu Horacego zachowało się stosunkowo dużo informacji. Przede wszystkim dlatego, że w swoich utworach poeta często nawiązywał do własnych przeżyć i podawał wiele, skądinąd nieznanych, szczegółów biografii. Zachował się także, oceniany przez badaczy jako wiarygodny, żywot autorstwa Swetoniusza (Vita Horati). Swetoniusz, poza dziełami Horacego, oparł się na wielu źródłach współcześnie nieznanych – między innymi na pismach z kancelarii Augusta. Żywot sporządzony przez Porfyriona w pierwszej połowie III wieku nie wniósł już żadnych nowych informacji.

### Dzieciństwo

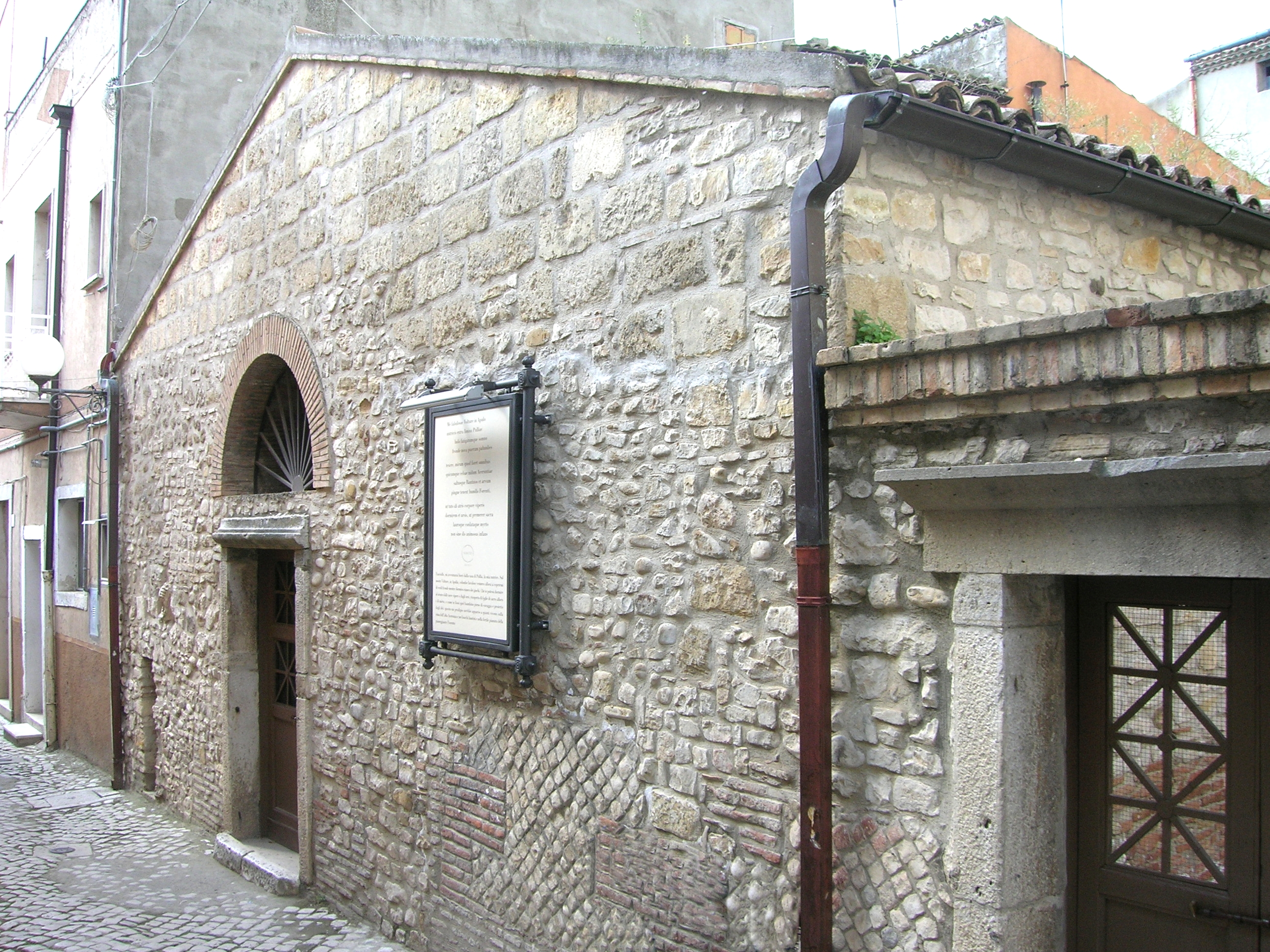
Domniemany dom rodzinny Horacego w Wenuzji

Horacy przyszedł na świat w dniu, w którym konsulami zostali Lucjusz Manliusz Torkwatus i Lucjusz Kotta – 8 grudnia 65 roku przed p.n.e. Pochodził z Wenuzji, miasta w południowo-wschodniej Italii, podbitego w czasie II wojny samnickiej i przekształconego w rzymską kolonię wojskową. Mieszkańcy Wenuzji wchodzili w skład drugiego tribus, czyli rzymskiego okręgu wyborczego, zwanego Tribus Horatia. Wenuzja była ważnym punktem strategicznym przy Via Appia wiodącej do Tarentu. Leżała na spornym pograniczu Apulii i Lukanii. Sam poeta uważał się za Samnitę, żywił jednak wątpliwości, czy wywodził się z plemienia Lukanów, czy też z Apulijczyków.
Ojciec Horacego był wyzwoleńcem. Urodził się jako człowiek wolny, ale wzięto go do niewoli podczas wojny Rzymu ze sprzymierzeńcami. Pracował w Wenuzji jako niewolnik publiczny (servus publicus). Po wyzwoleniu przybrał nazwisko od Tribus Horatia. Kwintus urodził się już jako obywatel rzymski, chociaż o jeszcze niepełnych prawach. Niektórzy uczeni próbowali wykazać, że Horacy był pochodzenia greckiego lub żydowskiego. Twierdzenia takie są współcześnie odrzucane przez niemal wszystkich badaczy. Powszechnie uważa się, że ojciec poety był ambitnym i przedsiębiorczym Apulijczykiem, który zdołał nie tylko wykupić się z niewoli, ale także nabyć niewielką posiadłość ziemską z zabudowaniami, położoną nieco na zachód od Wenuzji, u stóp wulkanicznej góry Wultur.

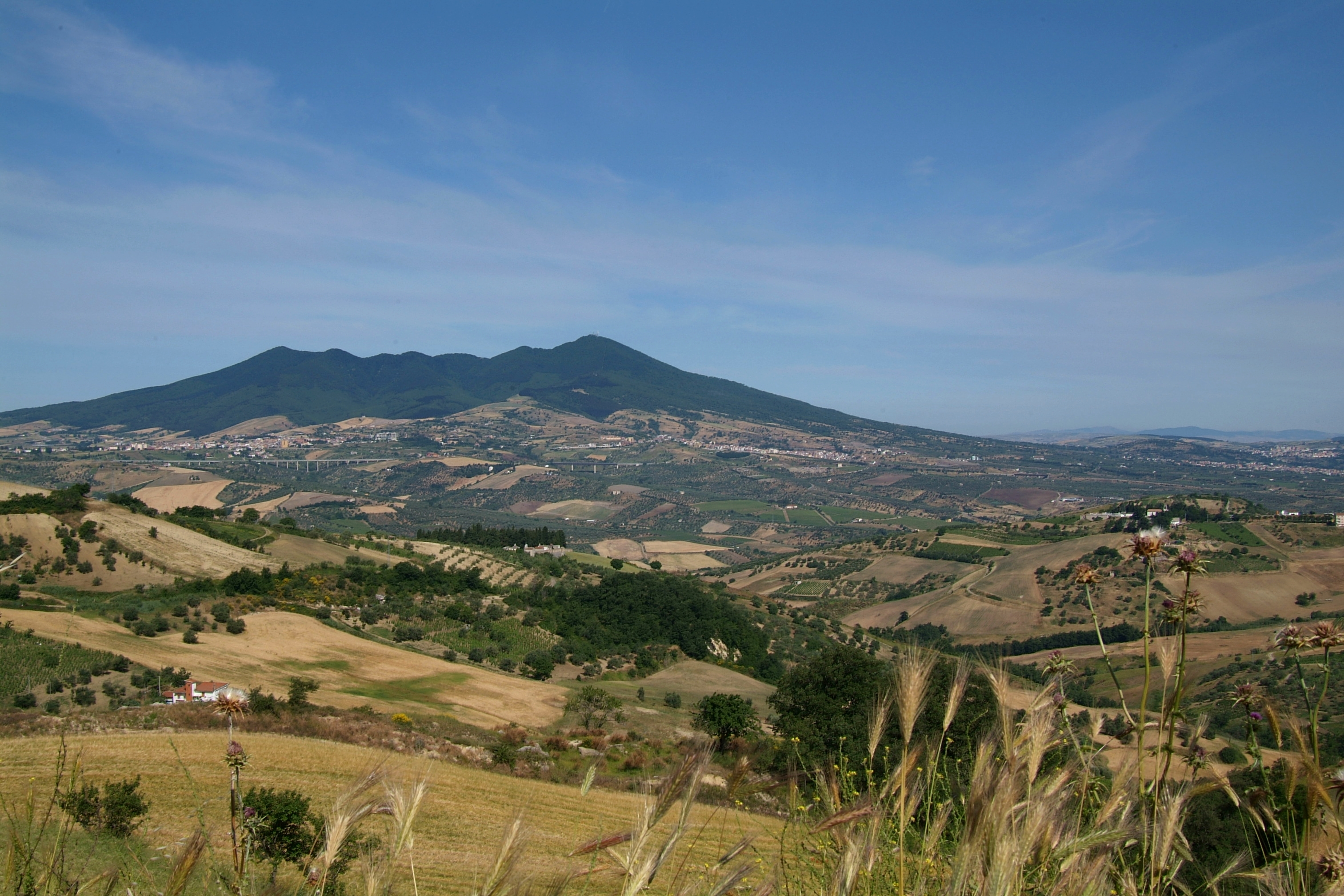
Góra, pod którą ojciec poety nabył posiadłość ziemską

Pierwsze lata życia spędził Horacy pod opieką piastunki Pulii. Matka, zapewne również wyzwolenica, zmarła bardzo wcześnie, tak że Horacy nie zachował o niej żadnego wspomnienia. Naukę rozpoczął w prowincjonalnej szkole prowadzonej przez niejakiego Flawiusza w Wenuzji. Tam wykazał się znacznymi zdolnościami, więc ojciec postanowił zapewnić mu wykształcenie, które otworzyłoby synowi drogę do kariery. Wydzierżawił gospodarstwo i gdy Kwintus miał około dziesięciu lat przeniósł się do Rzymu. Za zaoszczędzone pieniądze nabył posadę maklera na licytacjach (exactionum coactor). Zarabiał na pośrednictwie 1% od sum uzyskanych ze sprzedaży. Przy większych transakcjach, na przykład spadkowych, dochody sięgały bardzo wysokich kwot.
W jednej z najlepszych szkół rzymskim nauczycielem Kwintusa był surowy i wymagający Lucjusz Orbiliusz Pupillus – weteran, ekwita rodem z Benewentu. Horacy wspominał go jako „chętnego do bicia”. Orbiliusz nauczał łaciny, stosując jako podręcznik przekład Odysei pióra Liwiusza Andronika, oraz greki poprzez lekturę Iliady Homera. Kwintus miał również innych nauczycieli (doctores), lecz po latach za najlepszego nauczyciela i wychowawcę uznawał ojca, nie szczędząc mu wzruszających, pełnych wdzięczności słów (pater optimus).

### Młodość
Ojciec Horacego zdecydował, że jego syn otrzyma najlepsze wykształcenie w greckich szkołach filozoficznych i retorycznych. Pod koniec 46 roku lub z początkiem 45 Kwintus wyjechał do Aten. Słuchał wykładów Kratipposa (kierownika szkoły perypatetycznej) oraz Teomnestosa (scholarchy nowej Akademii). Jego kolegami podczas studiów w Grecji byli między innymi Gnejusz Domicjusz Ahenobarbus i syn Cycerona Marek.
Jesienią 44 roku Brutus, morderca Cezara, zebrał w Grecji resztki wojsk Pompejusza, rozproszone po bitwie pod Farsalos. Do swojego sztabu przyjął wielu młodych Rzymian studiujących w Atenach. Horacy postanowił bronić, u boku kolegów, republikańskich ideałów przed Oktawianem i Markiem Antoniuszem – zaciągnął się do armii Brutusa. Braki kadrowe były w niej tak duże, że niedoświadczonego Kwintusa przydzielono do sztabu i nadano stopień oficerski (tribunus militum). W roku 42 uczestniczył w operacjach zajmowania przez legiony Brutusa Macedonii, Ilirii i Azji. W październiku bitwa pod Filippi zakończyła się klęską wojsk republikańskich. Horacy szukał ratunku w ucieczce, podczas której porzucił spowalniające go uzbrojenie. Uratowawszy życie, postanowił powrócić do Rzymu.
Wracał przez Grecję i Adriatyk. Na Morzu Tyrreńskim przeżył burzę morską w pobliżu Przylądka Palinura, u zachodnich wybrzeży Lukanii. Niewiele brakowało, by jego statek rozbił się o skały. Wydarzenie to zaliczył później do jednego z trzech najgroźniejszych momentów w swoim życiu.
Po powrocie do Rzymu Horacy uzyskał ułaskawienie i zdołał ocalić życie. Skorzystał z amnestii ogłoszonej przez Oktawiana. Ukarany jednak został całkowitą konfiskatą majątku rodzinnego. Utracił nieruchomości, inwentarz i niewolników na rzecz weteranów Oktawiana. Mniej więcej też w tym czasie zmarł jego ojciec. Bez rodziny i majątku, bezrobotny i osamotniony – znalazł się Horacy w stolicy bez środków do życia. Z resztek oszczędności, w roku 41, nabył stanowisko sekretarza w urzędzie finansowym jednego z kwestorów. Stał się tym samym członkiem korporacji sekretarzy (scribae quaestorii), do których obowiązków należało prowadzenie ksiąg buchalteryjnych i akt archiwum państwowego. To zapewniło mu skromne utrzymanie i pozwoliło zająć się twórczością literacką.

### Początki kariery literackiej

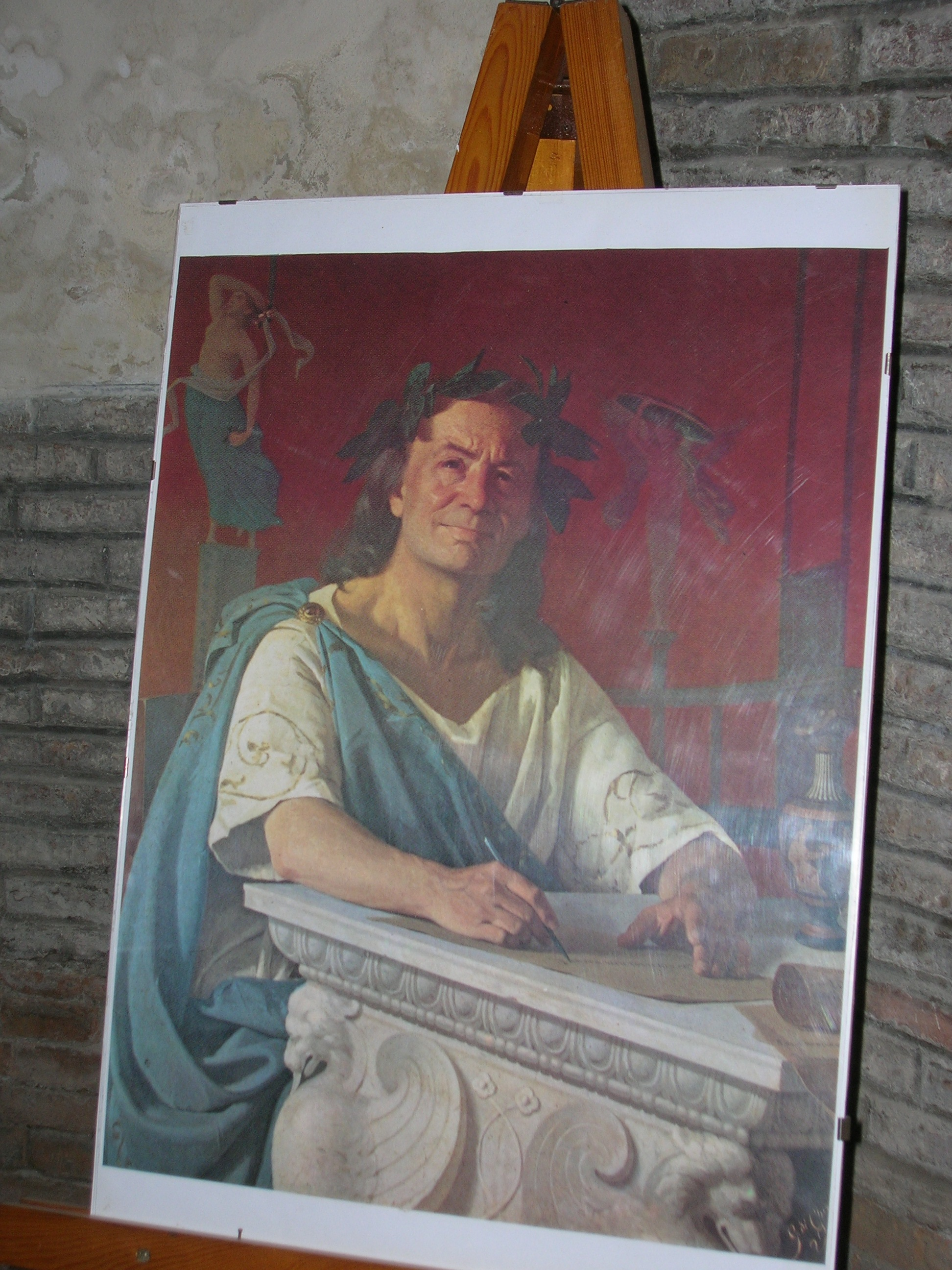
Imaginacyjny portret Horacego z muzeum w Wenuzji

Jak sam wyznał, skrajna bieda zmusiła go do pisania wierszy. Ówcześni początkujący poeci odczytywali swoje utwory w kręgu najbliższych przyjaciół, omawiali je, doskonalili, zanim zostały one zaprezentowane publicznie. Horacy zaprzyjaźnił się z pięć lat od niego starszym Wergiliuszem, sławnym już autorem Bukolik i z Lucjuszem Wariuszem, autorem wierszy epicznych. Należeli oni do kręgu Mecenasa, który skupił wokół siebie najwybitniejsze talenty literackie i potrafił wyzyskać je dla polityki Oktawiana. Oni też pierwsi poznali się na talencie młodego kolegi.
Co prawda Horacy próbował już swoich sił w poezji, pisząc w Atenach zaginione wiersze po grecku, ale jako poeta łaciński debiutował przed gronem przyjaciół w Rzymie, około roku 40. Za jego najstarsze utwory uchodzą dwie epody – jedna wyrażająca niepokój o losy ojczyzny (uszeregowaną później jako Epoda XVI) oraz druga, ostrzegająca przed grozą kolejnej wojny domowej (Epoda VII).
Do domu Mecenasa wprowadzili Horacego Wergiliusz i Wariusz wiosną 38 roku. W pałacu na Eskwilinie Horacy przedstawił się
Mecenasowi, mówiąc krótko o sobie. Jak wspominał po latach, miał powiedzieć więcej, lecz z nieśmiałości głos uwiązł mu w krtani. Dopiero po dziewięciu miesiącach Mecenas wezwał go ponownie, co dało początek ich długoletniej przyjaźni. Podobne usposobienie, niezbyt dobry stan zdrowia, ten sam stosunek do życia, takie same poglądy potężnego Mecenasa i chudego literata sprawiły, że ich przyjaźń była trwała. Po kilku latach nie mogli już żyć bez siebie. Mecenas wyznał w jednym z utworów, że kocha Horacego całym jestestwem, a w testamencie polecił go szczególnej pamięci Augusta. Horacy dał wyraz przyjaźni nie tylko w licznych dedykacjach, ale również układając inwokacje do Mecenasa aż trzydzieści jeden razy.

### Pierwszy okres twórczości
Na lata przed rokiem 30 przypada pierwszy okres twórczości Horacego. Powstały wówczas Epody i Satyry. Znany jest z dużym prawdopodobieństwem rok wydania ksiąg Satyr, natomiast o Epodach wiemy jedynie, że powstawały równocześnie z nimi. Tradycyjnie jednak uważa się Epody za pierwsze opublikowane dzieło Horacego. Większość uczonych skłania się do tezy, że oba zbiory wierszy zostały wydane w roku 30.

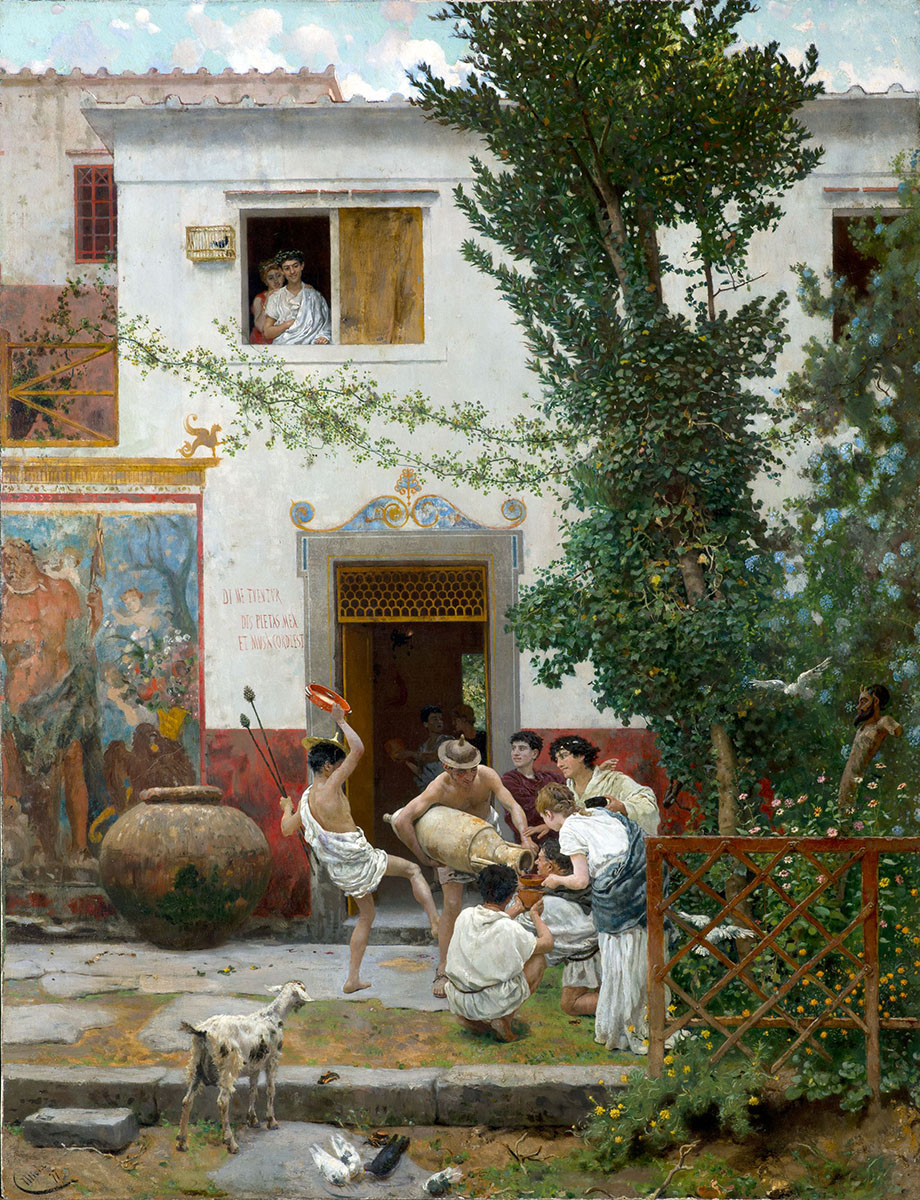
W willi Horacego (mal. Camillo Miola, 1877)

Epody przewyższały siłą temperamentu późniejsze wiersze Horacego. Jak wyznał poeta, słodka młodość i zapał serca wpędziły mnie w szybkie jamby. Odcinał się w nich od dotychczasowej konwencji, tak na płaszczyźnie ideowej, jak i artystycznej. Pragnął wierszami wpływać na społeczeństwo, jako jego przywódca i sumienie – dlatego szukał wzorów nie wśród poetów aleksandryjskich, jak na przykład Wergiliusz, ale zwrócił się ku lirykom greckim. Wybór padł na Archilocha, żyjącego w podobnie jak Horacy burzliwej epoce, którego formę wiersza przeniósł Horacy do poezji łacińskiej. W Epodach Horacy komentował aktualne wydarzenia. Epoda VII była protestem przeciw wojnie domowej między Oktawianem a Sekstusem Pompejuszem. Epoda IV zawierała aluzje do pokonanych w 36 roku przez Marka Agryppę piratów. Wiosną 31 roku, podczas przygotowań do wojny domowej zakończonej bitwą pod Akcjum, powstała Epoda I, zaś Epoda IX wyraża radość ze zwycięstwa Oktawiana nad Antoniuszem.
Natomiast w Satyrach stronił Horacy od tematyki politycznej. Odzwierciedliło się jednak w nich rosnące zainteresowanie działalnością Oktawiana. O nabraniu przekonania do jego polityki świadczy Satyra II, datowana na rok 30, w której obiecuje w przyszłości sławić sprawiedliwość i dzielność princepsa. Satyry wyrażały już po części ideologię, której hołdował Oktawian – zachętę do skromnego życia oraz pochwałę starorzymskiej cnoty, dzięki której miał się odrodzić naród rzymski.
Zyskawszy przyjaźń i zaufanie Mecenasa oraz poparcie Oktawiana, już na wiosnę 37 roku Horacy, wraz z Wergiliuszem i Wariuszem, brał udział w misji dyplomatycznej do Brundisium w celu uzyskania pomocy od Antoniusza przeciwko Sekstusowi Pompejuszowi. W 33 lub 32 roku poeta otrzymał od Mecenasa niewielką posiadłość ziemską w Górach Sabińskich, zwaną Sabinum bądź Sabini. Willę obsługiwało ośmiu niewolników pod nadzorem wilikusa. Ziemię rolną Horacy wydzierżawił. Sabinum pod Tyburem, oddalone od stolicy niespełna czterdzieści pięć kilometrów, leżące w dolinie wartkiego potoku Digentia, z panującym tam przez większą część roku łagodnym klimatem i malowniczą okolicą, stało się od razu ulubionym miejscem pobytu poety, inspirującym jego wyobraźnię.

### Liryczny okres twórczości

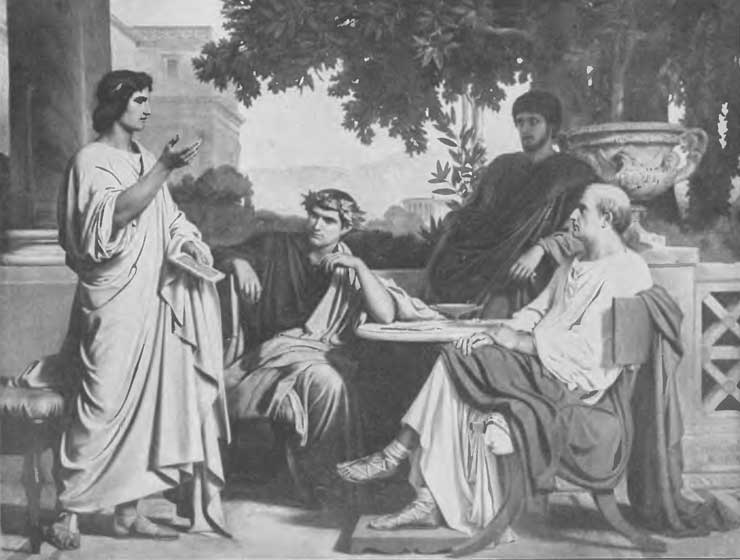
Krąg Mecenasa. Od lewej: Wergiliusz, Horacy, Wariusz i Mecenas. Charles François Jalabert, ilustracja z około roku 1846.

Na lata 30–23 przypada właściwy okres dojrzałej, lirycznej twórczości Horacego. Między 35 a 42 rokiem życia pisał ody, czego owocem był wydany w roku 23. zbiór pierwszych trzech ksiąg Pieśni. W tym okresie Horacy zyskał sławę największego, po Wergiliuszu, poety Rzymu. Przechodnie pokazywali go sobie na ulicach, nazywając pieśniarzem rzymskiej liry. Horacy przeszedł całkowicie na pozycje augustowskie, dawał wyraz wiary w posłannictwo Augusta oraz popierał jego dążenia polityczne i ideowe.
Nie ożenił się, żył na umiarkowanym poziomie i nie zabiegał o powiększenie majątku. Stronił od bieżącej polityki. Poznał osobiście Oktawiana, ale odrzucał konsekwentnie propozycje objęcia jakichkolwiek urzędów. Kiedy w roku 25 August zaoferował mu wpływowe i intratne stanowisko swego osobistego sekretarza, poeta stanowczo odmówił tłumacząc się marnym zdrowiem. Unikał zbyt częstego spotykania się z princepsem, nie chcąc być oskarżanym o wpływanie na politykę państwa. August wyrzucał niekiedy Horacemu, że „z nim nie rozmawia”.
Poeta dzielił czas między swoją wieś, pobliski Tybur i Rzym. Pozbawiony trosk materialnych, coraz chętniej i dłużej przebywał w Sabinum. Tam spędzał święta, tworzył i spacerował po okolicy, a w zimie zasiadał przy kominku. Dużo czasu poświęcał lekturze, zwłaszcza poezji greckiej. Odwiedzał sąsiada Cerwiusza, przyjmował u siebie gości na ucztach i skromnych posiłkach. Przeżył też groźną chwilę, gdy w czasie przechadzki nagle upadło stare drzewo i omal nie roztrzaskało mu głowy. Uznał, że ocalał dzięki interwencji Fauna i do śmierci uroczyście obchodził rocznicę tego wydarzenia.
Z przekazów pochodzących z tego okresu wiadomo, że miał ciemne włosy, ale już przyprószone siwizną. Często chorował. Dokuczały mu bóle reumatyczne, leczone w uzdrowiskach bądź naświetlaniem promieniami słonecznymi. Niejednokrotnie nawiedzało go zapalenie spojówek, na które stosował specjalne maści. Miewał kłopoty gastryczne. Popadał też w depresje, w czasie których stronił od przyjaciół i czekał aż krytyczny stan minie. Był cholerykiem, nagle wpadał w gniew i szybko się uspokajał, po czym żałował wybuchu i przepraszał. Łatwo zjednywał sobie ludzi, chociaż do zawierania przyjaźni nie był skory. August nazywał go „przemiłym człowieczkiem”.

### Późny okres twórczości

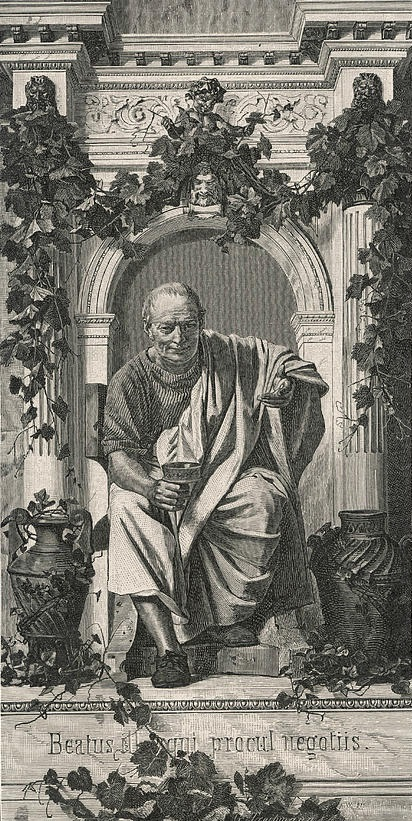
Quintus Horatius Flaccus. Ilustracja z 1905 roku, Anton von Werner.

Pod koniec lat dwudziestych utrwaliła się pozycja poety jako niemal oficjalnego wieszcza pryncypatu. Po śmierci Wergiliusza, w roku 19, August uznał Horacego za najwybitniejszego żyjącego poetę Rzymu i – jak twierdził Swetoniusz – tak cenił jego pisma, że uważał, że będą one wiecznie żyły.
W roku 23 Horacy porzucił lirykę. W programowym liście, skierowanym do Mecenasa, poeta uzasadniał ten zwrot w twórczości wiekiem. Jak wysłużony gladiator, który wycofuje się z areny na czas, nie czekając, aż skompromituje się wobec publiczności – tak Horacy odłożył na bok wiersze i inne igraszki (versus et cetera ludicra) i wrócił do rozważań moralnych, którym przed laty poświęcił się w Satyrach. Uczynił to w nowej formie, liście poetyckim, ponieważ – jak sam zaznaczył – starszy wiekiem poszukiwał mądrości i prawdy.
Horacy w chwili śmierci Wergiliusza miał już za sobą pokaźny dorobek poetycki. W liście do Juliusza Florusa (Listy II, 2) z roku 18 nie omieszkał tego dorobku przypomnieć. List ten otwierał serię tzw. listów literackich, do których należał też list do Pizonów o sztuce poetyckiej. Horacy potwierdził w nich rozbrat z dawniejszą twórczością epodyczną, satyryczną i liryczną oraz ponowił decyzję o skupieniu się na twórczości dydaktyczno-wychowawczej, jako odpowiedniej dla starszego pisarza. Jak twierdził, nadszedł czas, by zaniechać poezji innej poza podejmującą walkę z chciwością, żądzą chwały, zabobonnością, strachem przed śmiercią i innymi ludzkimi wadami.
W roku 17 August urządził „obrzędy wiekowe” (ludi saeculares). Horacy otrzymał zamówienie państwowe na napisanie hymnu uświetniającego tę uroczystość, co spowodowało jego nawrót do pisania liryki. Hymn Horacego, przeznaczony do odśpiewania przez chóry chłopców i dziewcząt na zakończenie trzydniowych uroczystości, odpowiadał w swym układzie ich przebiegowi. Jakkolwiek nie należy on, zdaniem krytyków, do najlepszych utworów poety, głosił potęgę Rzymu Augusta, miasta ukochanego przez bogów, nad który nie ujrzy nic większego na ziemi słońce wędrując po firmamencie niebieskim. Tematy związane z potęgą Rzymu i Augustem charakteryzowały również czwartą księgę pieśni, na którą złożyło się 15 ód napisanych w latach 17–13, a więc już w nowym „saeculum”. Rozpoczyna księgę oda do Wenus, w której poeta, bliski już pięćdziesiątki, wyrzeka się miłości, stwierdzając, że już nie jest tym, kim był za młodu.
Horacy spędzał już mniej czasu w Sabinum. Gdy w Górach Albańskich spadały pierwsze śniegi, chronił się przed dolegliwościami reumatycznymi nad morzem. Zazwyczaj spędzał zimę u boku Augusta i Mecenasa w Bajach, słynnych ze źródeł leczących choroby gośćcowe. Tam był pod opieką osobistego lekarza Augusta, Antoniusza Musy, który stosował skuteczne, ale nieprzyjemne zabiegi hydroterapeutyczne.
Od wiosny do jesieni często przyjeżdżał do Rzymu. Sypiał tam do dziesiątej, w chłodniejszych godzinach porannych chodził na Pole Marsowe, by podziwiać walki zapaśników lub pograć w piłkę. Otaczał go zawsze tłum gapiów, słyszał skierowane do siebie słowa: „dziecko szczęścia”. Zatrzymywano go prosząc o drobne przysługi i protekcję. Około południa spożywał lekki posiłek, potem najgorętszą porę dnia spędzał na odpoczynku w domu. Wieczorem spotykał się z petentami – proszono go o wstawiennictwo, a młodzi poeci chcieli, by wysłuchał ich wierszy. Odwiedzał też chorych przyjaciół. Niekiedy spacerował po Rynku Warzywnym (Forum Holitorium) lub Wielkim Cyrku, gdzie przyglądał się życiu zwykłych ludzi i rozmawiał z przechodniami. Zmęczony powracał do domu i brał kąpiel. Ostatni posiłek dnia składał się z jarzyn i naleśników. Ten tryb życia przerywany był częstymi zaproszeniami na uczty do Mecenasa, z którym niekiedy wyjeżdżał poza miasto. Po pewnym czasie miał dosyć wielkomiejskiego życia i tęsknił za willą sabińską, skąd po krótszym lub dłuższym pobycie, upływającym na pisaniu i lekturze, tęsknił z kolei za Rzymem. Sam mówił o sobie, że był niezdecydowany – gdy przebywał w Rzymie, kochał Tybur, będąc w Tyburze, kochał Rzym.

### Śmierć
Horacy umarł 27 listopada 8 roku p.n.e., kilka tygodni lub miesięcy po Mecenasie. Śmierć była nagła, a poeta nie zostawił testamentu. Wzbudziło to podejrzenia, że popełnił samobójstwo, zażywając truciznę, by dotrzymać przysięgi danej przed laty Mecenasowi: dzień twojej śmierci pociągnie za sobą zgon nas obu. Podejrzeń tych nigdy nie potwierdzono. Zwłok poety nie spalono, lecz pochowano je obok grobowca Mecenasa, w ogrodach przyjaciela na Eskwilinie (horti Maecenatiani).

## Dzieła

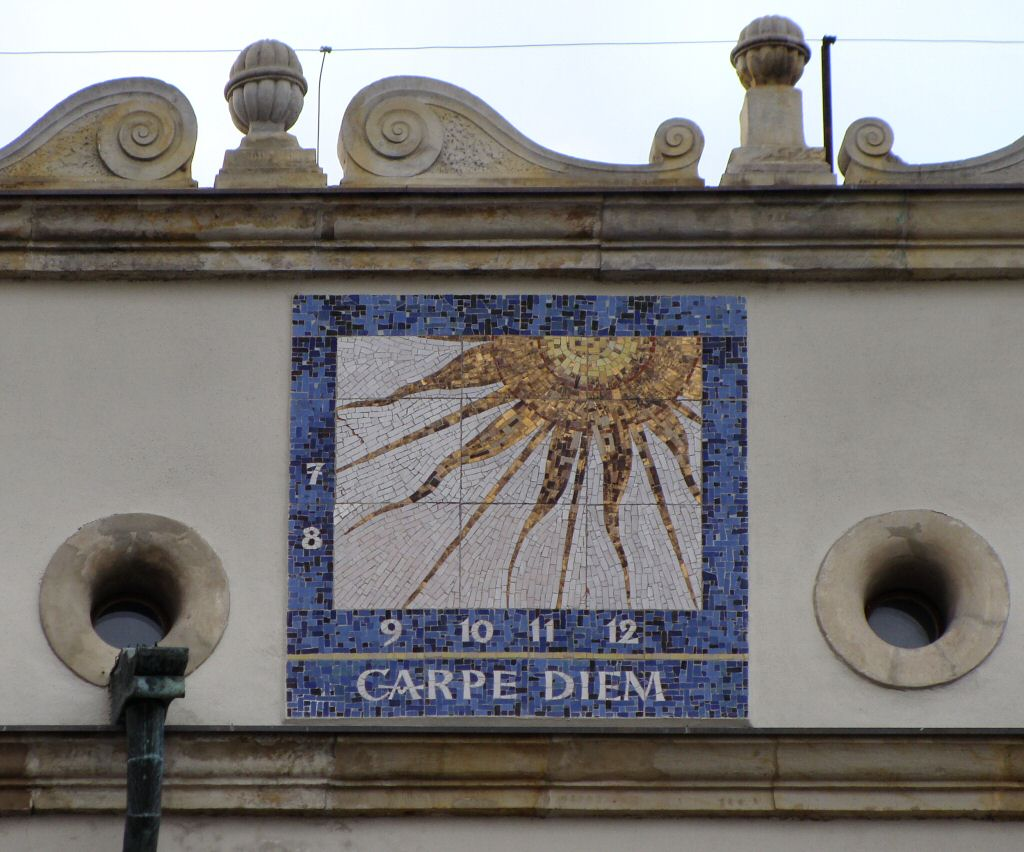
Cytat z Horacego na zegarze słonecznym. Szczecin, Zamek Książąt Pomorskich

### Epody
Najwcześniejsze utwory Horacego, powstałe w latach 40–30, zostały zebrane w zbiorze Epody (Epodi) i wydane w roku 30 w jednej księdze. Sam poeta nazywał te utwory iambi. Nazwę Epody nadali im późniejsi gramatycy ze względu na budowę, ponieważ najczęściej po wersach dłuższych następował w nich wers krótszy, czyli epodos („dośpiew”).
W jambach nawiązywał Horacy do Archilocha z Paros i Hipponaksa (druga połowa VI wieku przed Chrystusem). Poeta uważał, że to on pierwszy wprowadził do literatury łacińskiej wzorowane na greckich jambach wiersze, chociaż próbował już tego wcześniej Lucyliusz. Horacy używał w epodach formę jambiczną – trymetr z dymetrem – ale próbował jeszcze kilku kombinacji jambiczno-daktylicznych. Zrezygnował natomiast całkowicie z form strof i wersów używanych wcześniej przez neoteryków.
Epody zawierały tony złośliwe i napastliwe, a także patriotyczne oraz hymniczne. Utwory złośliwe są anonimowe lub pseudoanonimowe. Krytykuje w nich Horacy innych poetów, dorobkiewiczów, oszczerców, rozpustne kobiety czy swoich osobistych nieprzyjaciół, chociaż poeta jest ostrożny w bezpośrednim wymienianiu imion poszczególnych osób. Wśród utworów patriotycznych szczególnie popularna była Epoda VII – pełne dramatyczności wezwanie do zaprzestania wojen domowych, wynikających z klątwy, ciążącej na Rzymianach za zabójstwo brata przez Romulusa. Wstrząsający obraz upadku Rzymu, miotanego wojnami domowymi, przedstawił Horacy w Epodzie XVI. Nie widział w niej dla rodaków innej drogi, jak porzucenie Rzymu i przeniesienie się daleko za morza, na szczęśliwe wyspy.

### Satyry

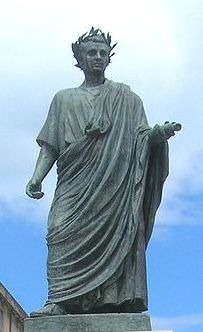
Pomnik Horacego w Wenuzji.

Satyry składały się z dwóch ksiąg. W rękopisach tytułowane były jako Sermones, czyli „Gawędy”, gdyż prawdopodobnie tak te utwory nazywał sam poeta. Pierwsza księga zawierała 10 satyr (łącznie 1030 wersów), księga druga 8 satyr w 1083 wersach. Ponieważ w pierwszej księdze nie było żadnych wzmianek o Sabinum, przypuszczalnie zbiór powstał przed rokiem 32. Żaden z utworów drugiej księgi nie został napisany później niż w pierwszej połowie 29 roku. Według większości badaczy Satyry powstały równolegle z Epodami.
W miarę powstawania poszczególne utwory Horacy czytał przyjaciołom, a około roku 35 po raz pierwszy zaprezentował część z nich publicznie. Obserwował, jak zostały przyjęte i odnotował to w kolejnych satyrach. Zdaniem niektórych krytyków poeta przejawiał zbytni egocentryzm, zbyt ostrą agresywność, nadużywał praw satyryka i niepotrzebnie wywoływał nienawiść. Inni zarzucali Horacemu brak odpowiedniej satyrze sprężystości i doradzali, żeby poświęcił się na przykład epopei. Poeta jednak pisał w następnych latach kolejne satyry, w których odnosił się do krytyki ze strony publiczności.
Chociaż Horacy kontynuował tradycję wcześniejszej, rzymskiej satyry i greckiej diatryby, to w opozycji do nich jako właściwy wers satyry ustalił heksametr daktyliczny. W budowie strof przestrzegał harmonii formy z treścią, niekiedy nadając im epicki koloryt rytmu, a gdy wynikało to z treści stosował zwykły tok mowy. Kunsztu tego satyrycznego heksametru nikt potem naśladować nie umiał, choć wydawało się, że nic łatwiejszego.
Horacy często posługiwał się formą fikcyjnego dialogu, przytaczał przykłady ze zwykłych, codziennych wydarzeń; korzystał z anegdoty i dowcipu, dotykał swobodnie różnych tematów z życia społecznego i osobistego. Nie zabrakło przykładów ilustrujących temat, a także pełnych dygresji i aluzji uwag, porównań – powiązanych jednak zawsze jakąś główną myślą przewodnią.
Poeta unikał w Satyrach tematów politycznych, a także krytyki wysoko postawionych osobistości, czy ludu rzymskiego. Poruszał tematykę uniwersalną, tylko pośrednio odnosząc się do aktualnych wydarzeń. Krytykował szerzące się naruszanie wierności małżeńskiej a gonitwa za przygodami z cudzymi żonami wyszydzona została jako typowy przykład głupoty. Atakował, na przykład, chciwości i zawiści, uważając je za źródła ludzkiego niezadowolenia z życia.

### Ody

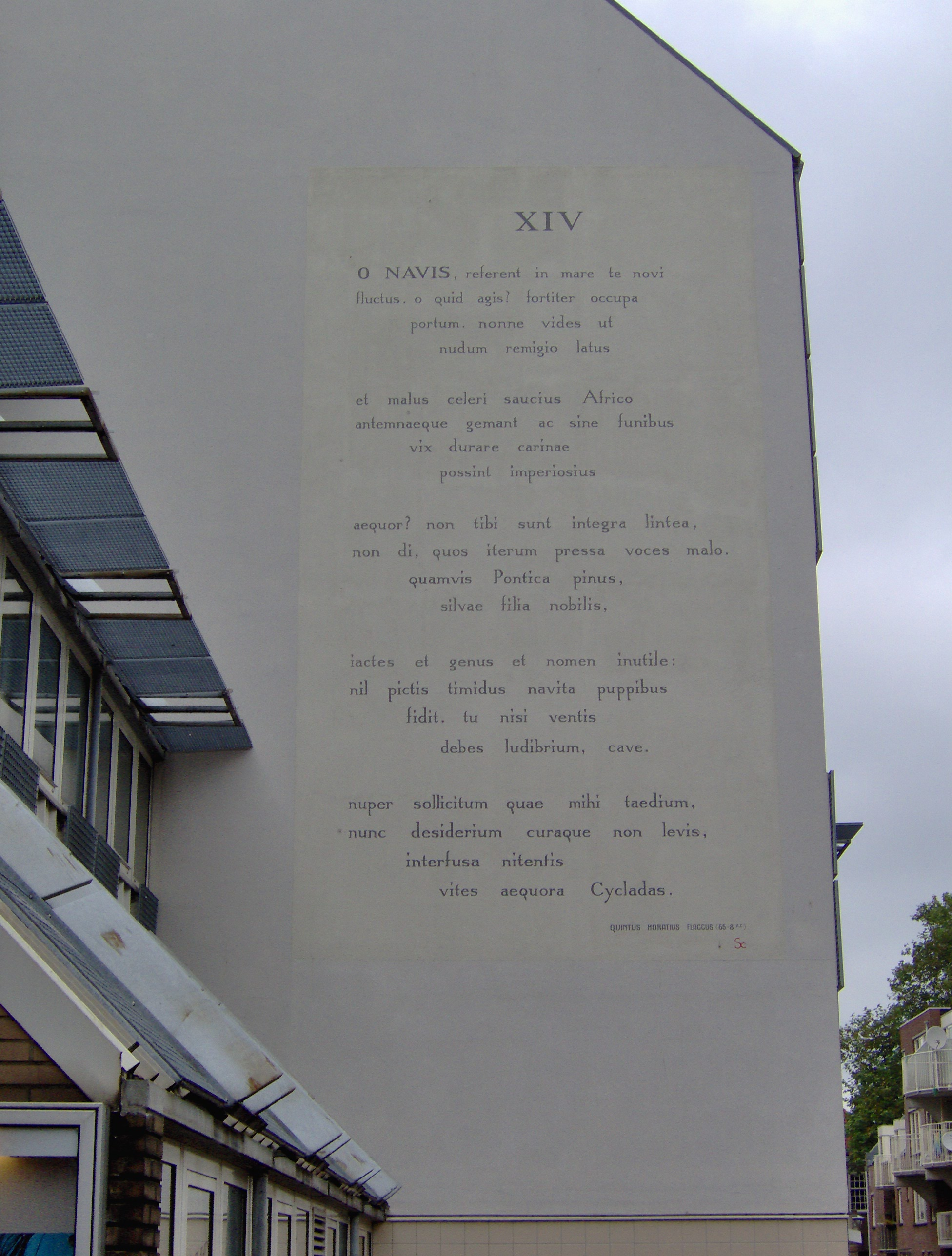
Tekst Ody XIV z Księgi I – na budynku przy Cleveringaplaats 1 w holenderskiej Lejdzie: Czyż trzeba, by cię nowa fala niosła...

Pieśni liryczne (Carmina), znane także jako „Ody” (Odes), wydane zostały w czterech księgach. Trzy pierwsze ukazały się w roku 23 jako oddzielny zbiór, zawierający 88 utworów. Około roku 13 Horacy opublikował ostatnią, czwartą księgę liczącą 15 pieśni. Ody napisane zostały w różnych metrach poetyckich i zawierały różnorodną tematykę.
Chociaż w tematyce ód znalazły się zapożyczenia z poezji greckiej, to jednak większość z nich zrodziły okoliczności związane z życiem poety, czy też jego wspomnienia. Wiele utworów była to poezja okazyjna, skierowana do przyjaciół i znajomych. Wielokrotnie też zajmował Horacy głos w sprawach publicznych. Charakterystyczną cechą pieśni było rozpoczynanie wiersza od jakiegoś konkretnego wydarzenia, niekiedy opowiedzianego szczegółowo, częściej ledwie wspomnianego. Wychodząc od tego wydarzenia poeta przechodzi do refleksji natury ogólnej – praktycznej lub filozoficznej. Wiele utworów składało się z dwóch części – pierwsza, sytuacyjna, była podstawą do ogólnych rozważań w drugiej, refleksyjnej.
W budowie strof Horacy adaptował do języka łacińskiego niekiedy poezję Alkajosa i Safony, ale przeważnie używał własnych schematów stroficznych, układanych w zespoły czterowierszowe. Za swoim wyczuciem rytmicznym znormalizował schematy wersów i strof. Zrezygnował na przykład, najczęściej na korzyść sylaby długiej, z dowolności iloczasu niektórych sylab; ustabilizował w wierszach miejsca cezur, a odchylenia od tych zasad stosował rzadko. Ograniczył również przenoszenie końcówki zdania do wersu następnego, czyli tzw. enjambement. Natomiast kończenie strof w środku zdania, czyli dośpiew (epod), nadal stosował często.
Podobnie jak tematyka i forma, tak również zmienia się w odach nastrój. O nastroju decyduje treść utworu i jej ujęcie przez poetę, a nie określona forma stroficzna czy rytm. Nie ma więc w pieśniach harmonii treści i formy, w sensie określonego doboru formy do treści lub odwrotnie. Wynikało to z ambitnych zamierzeń poety, zarówno co do tematyki i charakteru utworów, jak co do formy. Ambicje te potwierdza już dobór pierwszych dziewięciu utworów pierwszej księgi – każdy z nich był w innym rodzaju strofki i różnił się od poprzedniego poruszaną treścią.
Ody były w poezji całkowitą nowością. Jako szczególną innowację odebrano liryczne pieśni patriotyczne. Słuchano w Rzymie patriotycznych przemówień z ust wodzów i polityków, czytano je w epopejach. Ale żaden liryk nie przemawiał dotąd z piedestału wieszcza narodowego czy kapłana muz – z wyjątkiem Eklogi IV Wergiliusza. W takiej roli próbował Horacy występować już w niektórych Epodach, jednak w Odach ze szczególnym jednak poczuciem wieszczej powinności przemówił do społeczeństwa rzymskiego, a zwłaszcza do młodzieży, jako przez bogów wybrany poeta i wychowawca.
Po przerwie, w której Horacy poświęcił się twórczości heksametrycznej, najprawdopodobniej w roku 13 poeta ogłosił czwartą księgę Pieśni, zawierającą 15 utworów. Poprzedziło ją napisanie Carmen saeculare, na święcone w roku 17 Ludi saeculares. Dotąd strzegący swej niezależności Horacy, pod koniec życia stworzył utwory o tematyce „augustowskiej”, przeszczepiając na grunt liryki chóralne epinikia Pindara, zwłaszcza w odach sławiących zwycięstwa Tyberiusza i Druzusa (Pieśni IV, 4 i 14).

### Listy

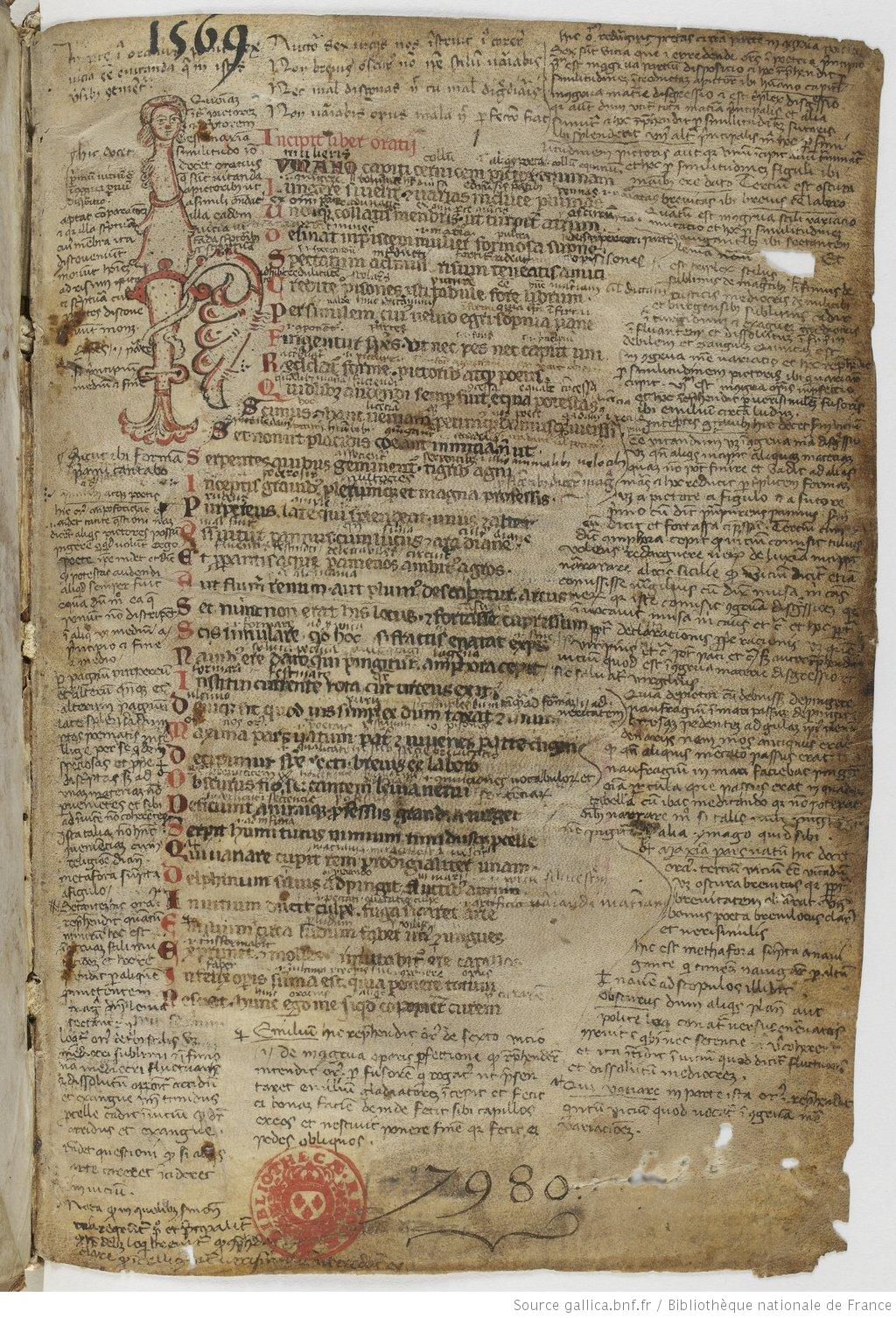
Rękopis dzieł Horacego spisany w XIII wieku. Noty marginalne i interlinearne pochodzą od czytelników z XIV i XV wieku. Biblioteka Narodowa Francji, Paryż.

Po ogłoszeniu w roku 23 pierwszego zbioru Pieśni powrócił Horacy do poezji heksametrycznej. W latach 23–20 napisał Listy (Epistulae), których pierwsza księga, zawierająca dwadzieścia utworów o różnej treści, została opublikowana w roku 20. Kilka lat później ogłosił poeta drugą księgę Listów, obejmującą trzy długie utwory omawiające zagadnienia literackie, wśród nich Sztukę poetycką, zwaną także Listem do Pizonów.
W księdze pierwszej znajduje się kilka utworów, które można zinterpretować jako pozostałości po rzeczywistej korespondencji. W piśmie do studiującego retorykę młodego Lolliusza (Listy I, 2) zachęcał Horacy do naśladowania Odyseusza, rozumianego jako symbol stoickiej dzielności i rozsądku. Przykładem pisma skierowanego do przyjaciela był list do Juliusza Florusa (Listy I, 3), uczestnika wyprawy przeciw Partom pod wodzą Tyberiusza. Również listem skierowanym do przebywającego „w wirze walki”, było pismo do biorącego udział w wyprawie Tyberiusza do Azji, Celsusa Albinowana (Listy I, 8). Dla Septymiusza, pragnącego wyruszyć z Tyberiuszem, napisał Horacy z taktem i wytwornym dowcipem list polecający (Listy I, 9). Przykładem eleganckiego zaproszenia na lampkę wina był list do prawnika, Manliusza Torkwata (Listy I, 5).
Do traktatów filozoficznych w formie listu zalicza się, poza listem dedykacyjnym dla Mecenasa (Listy I, 1), list szósty zawierający przykłady prawdziwego i pozornego dobra, czy list szesnasty podający definicję człowieka rzeczywiście cnotliwego (vir bonus). Sprawę właściwej postawy na dworze możnego patrona, pozwalającej na zachowanie swej godności i niezależności, poruszają listy siedemnasty i osiemnasty. Przykładem autoironii jest ostatni utwór z pierwszej księgi – skierowany do Książeczki, która marzy o czytelnikach. Podobny charakter ma utwór trzynasty, zawierający na pozór poważne rady, jak powinien zachować się Winniusz Asina, który miał wręczyć Augustowi trzy pierwsze księgi Pieśni. Odpowiedzią krytykom twórczości Horacego jest list osiemnasty, zawierający credo literackie poety i zapowiadający księgę drugą Listów, poświęconą zagadnieniom literackim.
W drugiej księdze, zwanej Listami literackimi, Horacy rozwinął myśli z zakresu sztuki poetyckiej, oparte na dydaktycznym dziele greckiego filologa i poety Neoptolemosa z Parionu, ale wzbogacone o własne doświadczenia. Horacy pisał o zasadzie jednolitości utworu, właściwym jego rozplanowaniu, doborze języka i stylu oraz tematu. Poświęcił też nieco uwagi dziełu epickiemu, najwięcej jednak poezji scenicznej. Wszystkie rodzaje poezji dawały, jego zdaniem, okazję do popisu przez wyzyskanie nabytych umiejętności. Poruszył Horacy również problemy dotyczące twórcy, jego wykształcenia, charakteru, zadań poety oraz głosił postulat nierozłączności talentu i znajomości sztuki jako warunku właściwej realizacji utworu poetyckiego. W sporze o to, czy poezja powinna być rozrywką czy też pełnić funkcje dydaktyczne, zajął Horacy stanowisko pośrednie: wszystkie zaś głosy pozyska, łącząc przyjemność z pożytkiem, kto czytelnika nie tylko bawi, lecz oraz poucza. Sformułował również zasadę, że dzieło literackie przed opublikowaniem powinno przeleżeć w biurku co najmniej dziewięć lat i być w tym czasie udoskonalane. Duże znaczenie odegrała w wiekach następnych uwaga Horacego, że jeśli poeta chce wzruszyć czytelnika, to musi wpierw sam przeżyć uczucia, które chce w nim wzbudzić (si vis me flere, dolendum est primum ipsi tibi).

## Recepcja

### Starożytność
Wydaje się, że wkrótce po śmierci Horacego, jeszcze w czasach Augusta, na warsztat filologiczny i pulpit szkolny wziął jego poezję Cecyliusz Epirota. W każdym razie poeta figurował jako autor lektur szkolnych już w czasach Kwintyliana, który w Kształceniu mówcy stwierdził, że z liryków rzymskich Horacy bodajże jedyny zasługuje na to, żeby go czytać. Największy późniejszy liryk Rzymu, chrześcijanin Prudencjusz z wieku IV, wzorował się w dużym stopniu na Horacym. Jako satyryk znalazł w starożytności Horacy kilku kontynuatorów. Persjusz w drugiej połowie I wieku akcentował moralny charakter satyry i zamiast przykładami z życia posługiwał się postaciami z poezji Horacego. Natomiast Juwenalis na początku II wieku zastąpił uśmiechniętą i wyrozumiałą mądrość Horacego świętym oburzeniem moralisty.
W drugiej połowie I wieku Marek Waleriusz Probus sporządził krytyczne wydanie pism Horacego. Było ono tak dokładne, że spośród poprawek, jakie przez wieki poczynili do niego uczeni, niewiele zostało powszechnie przyjętych. W II wieku żywot poety sporządził historyk i filolog Swetoniusz. Nie zachował się komentarz do poezji Horacego, napisany na przełomie II i III wieku przez Akrona. Natomiast znany jest współcześnie komentarz Porfiriona z III wieku oraz późniejsze tzw. Scholia pseudoacroniana.

### Średniowiecze i nowożytność

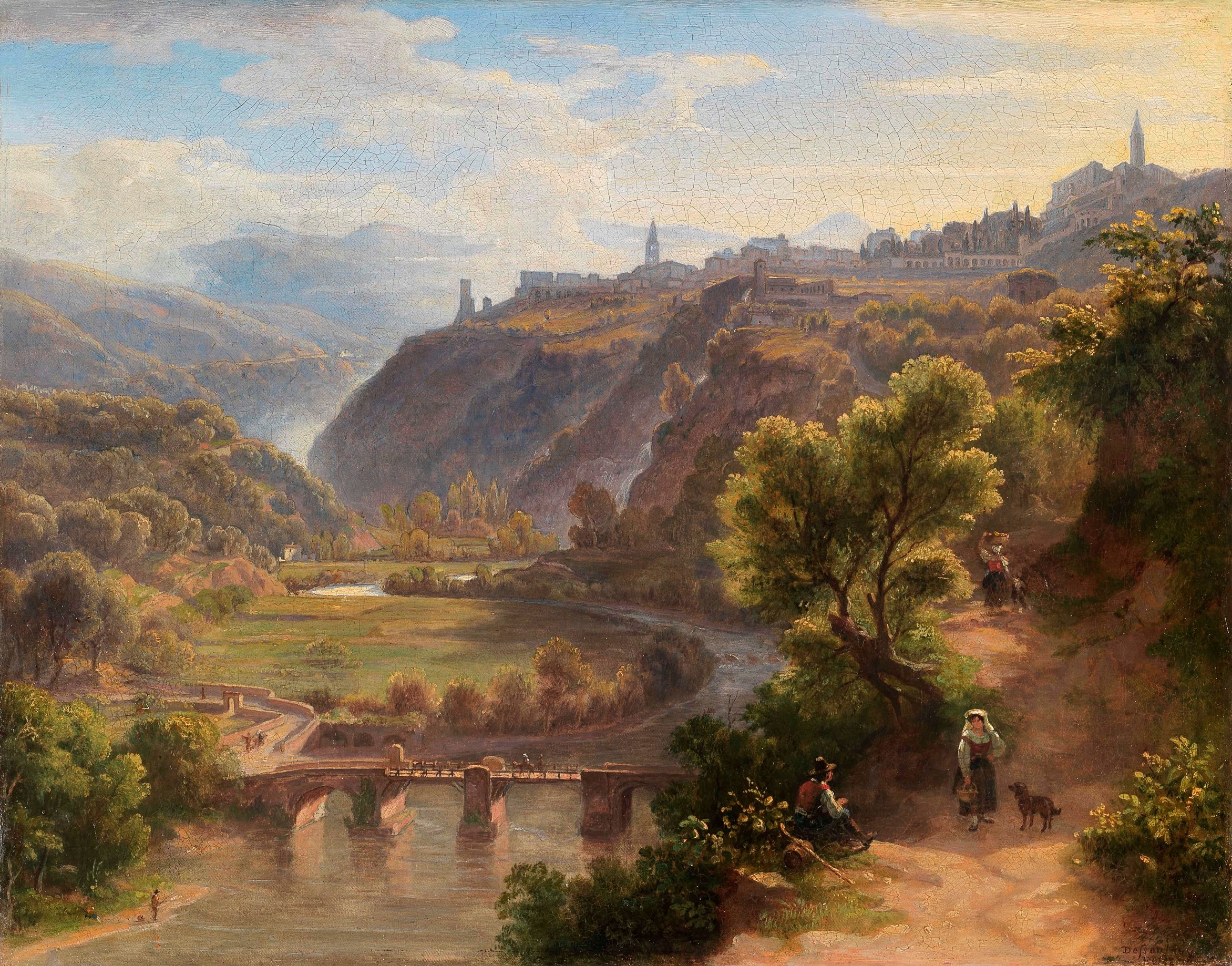
Widok na Tybur i okolice (obraz Thomasa Dessoulavy z lat 1830–1840): w dolinie poniżej wodospadów, widoczny kościół św. Antoniego, według tradycji zbudowany na miejscu willi Horacego

W średniowieczu poezję Horacego czytano w szkołach i przepisywano w klasztorach. Zachowało się około 250 rękopisów jego dzieł, najstarsze pochodzą z VIII i IX wieku. Ceniono przede wszystkim Satyry i Listy, ale wielką powagą cieszyła się Sztuka poetycka, zwana wówczas Poetrią. Wielu liryków kościelnych wzorowało się na Horacym, czego przykładem są hymny ku czci św. Kwiryna, pióra Metellusa, XII-wiecznego zakonnika z Tegernsee w Bawarii, wzorowane na języku i pisane w metrach Horacego. W Boskiej komedii Dante przyznaje Horacemu trzecie miejsce w panteonie poetów – po Wergiliuszu i Homerze. Horacy był dla Dantego przede wszystkim mistrzem satyry, którego naśladował poddając ostrej krytyce własną epokę.
Jeszcze Boccaccio czytał jedynie Satyry i Listy. Horacego jako liryka odkrył w XIV wieku Petrarka. W XV i XVI wieku coraz bardziej popularne stawały się Ody, a szeregi naśladowców w różnych krajach Europy tworzyły łacińską poezję opartą na liryce Horacego. Apogeum tego zjawiska przypada na wiek XVII, gdy w Niemczech tworzy Jakub Balde, a w Polsce jezuita Maciej Sarbiewski. Jeszcze na początku XX wieku pod wpływem Horacego łacińskie liryki pisał Giovanni Pascoli. Od drugiej połowy XVI aż do XIX wieku tworzono również tzw. parodiae Horatianae, w których najpierw protestanci, a potem także jezuici, zachowując strofikę oraz bieg myśli poszczególnych ód, uzupełniali ich treści o wartości chrześcijańskie.
Od XVI wieku lirycy tworzący w językach wernakularnych naśladowali powszechnie Horacego. We Francji czynili tak poeci zebrani w Plejadzie, przede wszystkim Pierre de Ronsard, natomiast w Polsce szkoła Jana Kochanowskiego. Do XVIII wieku niemal cała liryka europejska opiera się na poezji Horacego, stąd stworzono we wszystkich krajach olbrzymią liczbę przekładów, parafraz, naśladowań, trawestacji czy parodii do każdej ody Horacego. Renesansowa, barokowa i klasycystyczna teoria poezji opierała się na Sztuce poetyckiej. Szczyt popularności Horacego przypadł na wiek XVIII, dopiero romantycy odeszli od naśladowania Ód i Satyr.

### W Polsce
Od początku XVI wieku piszący po łacinie poeci polscy naśladowali ody Horacego w metrach, słownictwie i tematyce. Największymi osiągnięciami polskiego horacjanizmu były Lyricorum libellus Jana Kochanowskiego z 1580 roku oraz Lyricorum libri IV, Epodon liber unus alterque epigrammatum Macieja Sarbiewskiego z 1631 roku. Sarbiewski w całej Europie zasłynął jako Horatius Sarmaticus i jeszcze na początku XIX wieku był czytany w angielskich szkołach zamiast Horacego. Inne znaczące utwory oparte na Horacym to między innymi Carminum liber I Joachima Bielskiego z 1588 roku, Opera lyrica Stanisława Konarskiego z 1767 roku czy Ode in Bomarsundum captum Adama Mickiewicza, prawdopodobnie z 1855 roku.
Pieśni Jana Kochanowskiego są świadectwem tego, jaką rolę odegrał Horacy w rozwoju liryki pisanej w języku polskim. Część zbioru to, mniej lub bardziej wierne, przekłady z łaciny. Większość pozostałych utworów to parafrazy, opierające się bezpośrednio lub pośrednio na motywach ód. Liryczna twórczość Kochanowskiego stanowi przykład twórczego przekształcenia dzieł Horacego, opartego także na zbieżnościach biografii obu poetów – ich niezależności, ucieczki od dworu, chronieniu się w wiejskim zaciszu.
Wpływ Horacego na poezję polską trwał, poprzez poetów ze szkoły Kochanowskiego, aż do końca XVIII wieku. Jeszcze Adam Tadeusz Naruszewicz naśladował Horacego w Liryków ksiąg czworo. Tenże Naruszewicz napisał w 1770 roku Horacjusza życie, z pism jego po części zebrane. Satyry i Listy stały się wzorem dla Satyr (1779) oraz Listów (1780-1783) Ignacego Krasickiego, a także Satyr Naruszewicza z 1779 roku. Sztuka poetycka została natomiast podstawą dla wydanej w 1788 roku Sztuki rymotwórczej Franciszka Ksawerego Dmochowskiego.
Dzieła Horacego używane były w nauczaniu początkowym w Rzeczypospolitej Obojga Narodów. Włączono je w program edukacyjny według zaleceń Komisji Edukacji Narodowej. Znalazły się one w Wypisach z autorów klasycznych do nauk w szkołach narodowych wydrukowanych przez Towarzystwo do Ksiąg Elementarnych. W klasie V korzystał z nich „profesor wymowy’, a w klasie VI w całości omawiał on list Horacego „de arte poetica” .
Chociaż Horacy był spośród poetów najczęściej przekładany na język polski, to wielowiekowe próby spotykały się przeważnie z negatywnymi ocenami krytyków. Większość filologów i historyków uważała, że kolejne pokolenia translatorów nie sprostały poezji wenuzyjczyka, czego przyczyn upatrywali w niedostatecznych kompetencjach większości z nich. Tłumaczom-naukowcom, ich zdaniem, brakowało poetyckiego polotu a tłumaczom-poetom należytej wiedzy oraz wyczucia horacjańskiej łaciny.
Niemal każdy znaczący polski poeta miał w swoim dorobku przekłady z Horacego. Za najlepsze w powszechnej opinii, obok dzieł Jana Kochanowskiego, uchodzą tłumaczenia Juliana Tuwima, ogłaszane w latach 1936–1938. Cechuje je powściągliwość i autodyscyplina, jaka była właściwością poezji Horacego. Podobną adekwatność środków wyrazu i unikanie wtrętów obcych konwencji poetyckiej wieszcza wenuzyjskiego, obok Kochanowskiego i Tuwima, stosowali jeszcze niekiedy Adam Asnyk, Lucjan Rydel czy Henryk Sienkiewicz.

### Przekłady polskie
- Wybór poezji, opr. J. Zawirowski, Biblioteka Narodowa, wyd. 1923 (kolejne opr. J.Krókowski, 2-4 wyd. Wrocław 1967, 1971, 1973)
- Dzieła wszystkie, t. 1-2, [zestawienie dwujęzyczne], opr. O. Jurewicz, Wrocław 1986, 2 wyd. Warszawa 2000.
- Q.Horatii Flacci Opera. Horacy. Dzieła, [zestawienie dwujęzyczne], przeł. i wstępem opatrzył S. Gołębiowski, t.I-II, wyd. Biblioteka Klasyki Polskiej i Obcej Ludowa Spółdzielnia Wydawnicza, Warszawa 1980
- Dzieła wszystkie, przeł. i opr. Andrzej Lam, 2 wyd. Verum, Warszawa 1996; toż: Wydanie nowe z dodatkiem Emblematów horacjańskich Ottona Vaeniusa (103 miedzioryty), Akademia Humanistyczna im. A. Gieysztora i Aspra-JR, Pułtusk-Warszawa 2010; toż: Wydanie dwujęzyczne polsko-łacińskie, Aspra-JR, Warszawa 2019

### Literatura
- Mieczysław Brożek: Historia literatury łacińskiej w Starożytności. Zarys. Wrocław, Warszawa, Kraków: Zakład Narodowy imienia Ossolińskich, 1969. (pol.).
- Ernst Robert Curtius: Literatura europejska i łacińskie średniowiecze. Kraków: Wydawnictwo Universitas, 1997. ISBN 83-7052-128-2. (pol.).
- Oktawiusz Jurewicz: Życie poety. W: Kwintus Horacjusz Flakkus. Dzieła wszystkie. Tom I. Ody i epody. Wrocław: Ossolineum, 1986, s. 7–24. ISBN 83-04-02266-4.
- Jerzy Krókowski: Wstęp. W: Horacy. Wybór poezji. Wrocław: Zakład Narodowy im. Ossolińskich, 1975, s. III-LIV.
- Wilfried Stroh: Łacina umarła, niech żyje łacina! Mała historia wielkiego języka. Aleksandra Arnd (tł.), Elżbieta Wesołowska (wst.). Poznań: Wydawnictwo Poznańskiego Towarzystwa Przyjaciół Nauk, 2013. ISBN 978-83-7654-266-9. (pol.).
- Maria Cytowska, Hanna Szelest: Literatura rzymska. Okres augustowski. Warszawa: Państwowe Wydawnictwo Naukowe, 1990. ISBN 83-01-09067-7. (pol.).
- Antoni Karbowiak: O książkach elementarnych na szkoły wojewódzkie z czasów Komisyi edukacyi narodowej. Lwów: Muzeum, 1893.